# Júlio César Santos Correa
Júlio César Santos Correa (n. 18 noiembrie 1978, São Luís, Maranhão, Brazilia), sau  Júlio César este un fotbalist brazilian care joacă pentru Gaziantepspor Kulübü. Până în 2009 a făcut parte din echipa Dinamo București în Liga I din România.